# Bibow
Bibow ist eine Gemeinde im Osten des Landkreises Nordwestmecklenburg in Mecklenburg-Vorpommern (Deutschland). Die Gemeinde wird vom Amt Neukloster-Warin mit Sitz in der Stadt Neukloster verwaltet.

## Geografie
Das Gemeindegebiet Bibows grenzt im Süden direkt an den Landkreis Ludwigslust-Parchim und gehört zum äußersten Nordwesten der Sternberger Seenplatte. Die zwischen dem Bibowsee und dem Neuhofer See liegende Gemeinde ist rund 20 Kilometer von der Hansestadt Wismar entfernt.
Umgeben wird Bibow von den Nachbargemeinden Jesendorf und Zurow im Norden, Warin und Blankenberg im Osten, Kloster Tempzin im Süden, Dobin am See im Südwesten sowie Ventschow im Westen.
Zu Bibow gehören die Ortsteile Dämelow, Hasenwinkel, Neuhof und Nisbill. Die Ortsteile Dämelow und Neuhof wurden am 1. Juni 1992 aus der Gemeinde Ventschow ausgegliedert und nach Bibow eingemeindet.

## Geschichte

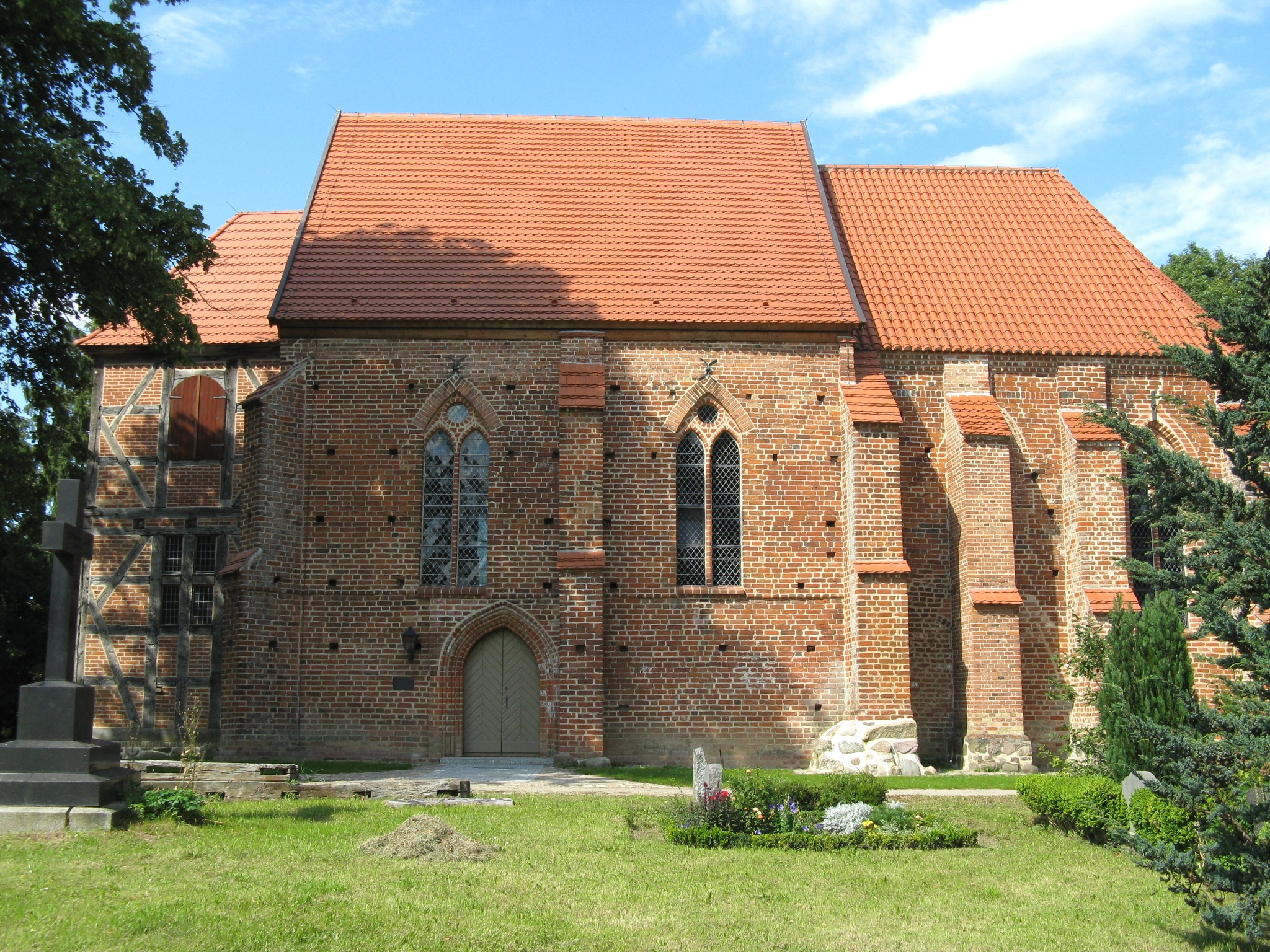
Dorfkirche in Bibow

Bibow war der Stammsitz des erstmals im 13. Jahrhundert urkundlich erwähnten Rittergeschlechts von Bibow, die in der Gegend zahlreiche Güter besaßen und u. a. in den Kirchen zu Rerik und Westenbrügge heute Spuren hinterließen.

Bis in die 1970er-Jahre gab es einen Ort namens Neu Bibow mit vier Häusern, die nicht mehr existieren.
Nisbill: Das Gutshaus Nisbill, ein siebenachsiges Fachwerkhaus mit Krüppelwalm, wurde Anfang des 18. Jahrhunderts gebaut und ist heute eine Ruine. Der Ort wurde am 1. Oktober 1936 erstmals nach Bibow eingemeindet, wurde am 1. August 1946 wieder eigenständig und am 16. Juli 1970 erneut Bibow angeschlossen.

## Politik

### Gemeindevertretung und Bürgermeister
Der Gemeinderat besteht (inkl. Bürgermeister) aus 6 Mitgliedern. Die Wahl zum Gemeinderat am 26. Mai 2019 hatte folgende Ergebnisse:
| Partei/Bewerber                  | Prozent | Sitze |
| -------------------------------- | ------- | ----- |
| Wählergruppe Gemeinsam für Bibow | 50,00   | 3     |
| Wählergruppe Die Alternative     | 35,23   | 2     |
| Einzelbewerber Heyenn            | 14,77   | 1     |

Bürgermeister der Gemeinde ist Dettlef Lukat, er wurde mit 55,77 % der Stimmen gewählt.

### Dienstsiegel
Die Gemeinde verfügt über kein amtlich genehmigtes Hoheitszeichen, weder Wappen noch Flagge. Als Dienstsiegel wird das kleine Landessiegel mit dem Wappenbild des Landesteils Mecklenburg geführt. Es zeigt einen hersehenden Stierkopf mit abgerissenem Halsfell und Krone und der Umschrift „GEMEINDE BIBOW“.

## Sehenswürdigkeiten

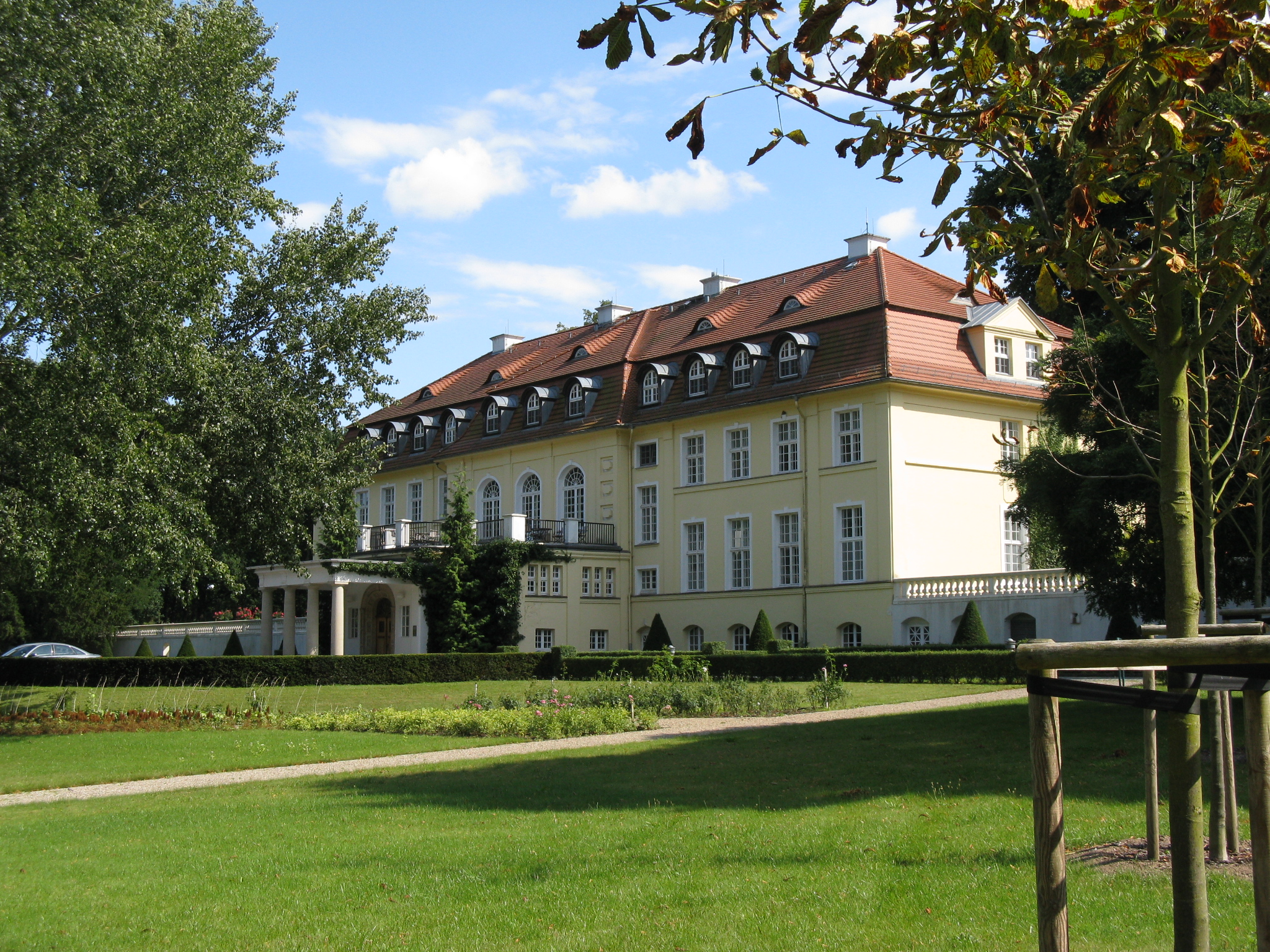
Ehemaliges Gutshaus Schloss Hasenwinkel

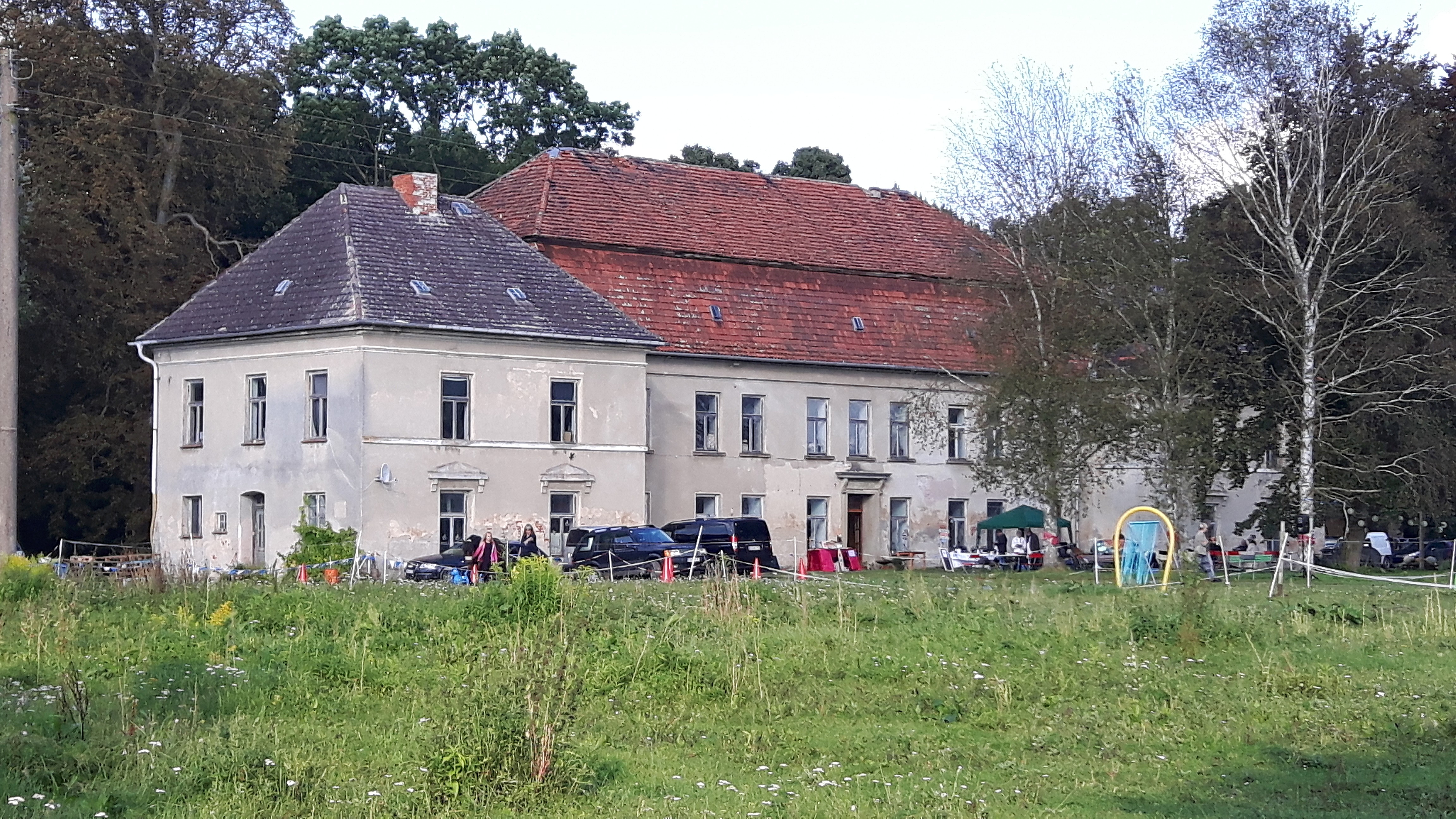
Ehemaliges Gutshaus Neuhof

- Gutshaus in Neuhof, über dem Portal die Jahreszahl 1826.
- Gutshaus Schloss Hasenwinkel: 1912 im neobarocken Stil fertiggestellt, seit 1996 ein Tagungshotel
- Gotische einschiffige zweijochige Kirche in Bibow aus Backstein aus dem 14. Jahrhundert mit kreuzrippengewölbtem Chor und Fachwerkturm mit Walmdach von 1745. Um die Sanierung und den Erhalt kümmert sich der Bibower Kirchenbauverein. Lyonel Feininger zeichnete die Kirche 1921 während eines zufälligen Zughaltes in sein Skizzenbuch. Das Original befindet sich im Busch-Reisinger Museum der Universität Harvard in Cambridge, Massachusetts, USA.
- Ruine des barocken Gutshauses in Nisbill von um 1700 mit zweigeschossigen Zwerchgiebel mit Krüppelwalmdach; bis um 1990 bewohnt.
- Eingeschossiges Gutshaus mit Mittelrisalit in Dämelow, das sich in Privatbesitz befindet und bewohnt ist. Seit 2010 ist das Gutshaus wieder in alten Stil hergestellt, siehe Bild rund 1923.

## Wirtschaft und Infrastruktur
Die Landwirtschaft ist prägender Wirtschaftsfaktor in der Gemeinde (Wariner Pflanzenbau e. G.).

## Verkehrsanbindung
Durch das Gemeindegebiet verläuft die Bundesautobahn 14, die die Ostseeautobahn A 20 mit der Bundesautobahn 24 (Berlin–Hamburg) verbindet. Bei Dämelow führt die 501 Meter lange Brücke der A 14 über das Mühlenbachtal. Die nächsten Anschlussstellen sind Jesendorf und Schwerin-Nord.
Bibow liegt an der Bahnstrecke Bad Kleinen–Rostock, hat jedoch keinen Bahnhof; die nächsten Bahnhöfe befinden sich in den Nachbargemeinden Ventschow und Blankenberg.

## Persönlichkeiten
- Helmold von Plesse († 1186), vermutlicher Stifter der Dorfkirche. (?)[6]
- Carl Johann Friedrich Franz Bassewitz (1809–1907), Pastor in Goldberg[7]
- Freiherr Carl Friedrich von Langen, Neuhof – zweifacher deutscher Olympiasieger im Reiten 1928 (im Schlosspark begraben)